# تشارلز سميث (لاعب دوري الرغبي)
تشارلز سميث (بالإنجليزية: Charles Smith)‏ هو لاعب دوري الرغبي نيوزيلندي، ولد في 13 فبراير 1909 في دنيدن في نيوزيلندا، وتوفي في 10 أبريل 1976.